# Forever: An Anthology
| Оценки критиков               | Оценки критиков |
| Источник                      | Оценка          |
| ----------------------------- | --------------- |
| AllMusic                      | [ 1 ]           |
| Encyclopedia of Popular Music | [ 2 ]           |

Forever: An Anthology — сборник американской певицы Джуди Коллинз, выпущенный 28 октября 1997 года на лейбле Elektra Entertainment Group.

## Об альбоме
Альбом представляет собой двухдисковой сборник лучших песен Коллинз за период работы с Elektra Records. Также в него вошло три новые песни: «The Fallow Way», «Nothing Lasts Forever» и «Walls (We Are Not Forgotten)», а кроме того перезаписанная версия «Chelsea Morning».

## Отзывы критиков
Томас Эрлевайн из AllMusic назвал альбом альбом идеальным для всех поклонников Коллинз и поставил альбому четыре с половиной звезды из пяти.

## Список композиций
| №   | Название                         | Автор(ы)                        | Длительность |
| --- | -------------------------------- | ------------------------------- | ------------ |
| 1.  | «Someday Soon»                   | Иэн Тайсон                      | 3:44         |
| 2.  | «Who Knows Where the Time Goes?» | Сэнди Денни                     | 4:43         |
| 3.  | «Chelsea Morning»                | Джони Митчелл                   | 3:15         |
| 4.  | «Suzanne»                        | Леонард Коэн                    | 4:24         |
| 5.  | «Born to the Breed»              | Джуди Коллинз                   | 4:49         |
| 6.  | «Maid of the Constant Sorrow»    | народная                        | 2:37         |
| 7.  | «Since You Asked»                | Джуди Коллинз                   | 2:35         |
| 8.  | «Bread and Roses»                | Мими Фаринья, Джеймс Оппенгейм  | 3:06         |
| 9.  | «In the Hills of Shiloh»         | Джеймс Фридман, Шел Силверстайн | 3:40         |
| 10. | «City of New Orleans»            | Стив Гудман                     | 4:10         |
| 11. | «The Fallow Way»                 | Джуди Коллинз                   | 4:02         |
| 12. | «Grandaddy»                      | Джуди Коллинз                   | 3:24         |
| 13. | «My Father»                      | Джуди Коллинз                   | 5:04         |
| 14. | «La Chanson des Vieux Amants»    | Жак Брель                       | 4:39         |
| 15. | «In My Life»                     | Джон Леннон, Пол Маккартни      | 2:57         |
| 16. | «Marat Sade»                     | Ричард Писли                    | 5:37         |
| 17. | «Send in the Clowns»             | Стивен Сондхайм                 | 4:04         |

| №                   | Название                                              | Автор(ы)                                   | Длительность |
| ------------------- | ----------------------------------------------------- | ------------------------------------------ | ------------ |
| 1.                  | «Both Sides Now»                                      | Джони Митчелл                              | 3:15         |
| 2.                  | «Desperado»                                           | Гленн Фрай, Дон Хенли                      | 3:33         |
| 3.                  | «Masters of War»                                      | Боб Дилан                                  | 3:24         |
| 4.                  | «Fisherman Song»                                      | Джуди Коллинз                              | 3:57         |
| 5.                  | «So Early, Early in the Spring»                       | народная                                   | 3:10         |
| 6.                  | «First Boy I Loved»                                   | Робин Уильямсон                            | 7:29         |
| 7.                  | «Albatross»                                           | Джуди Коллинз                              | 4:52         |
| 8.                  | «Hard Lovin’ Loser»                                   | Мими Фаринья                               | 2:29         |
| 9.                  | «In the Heat of the Summer»                           | Фил Оукс                                   | 3:26         |
| 10.                 | «Pirate Jenny»                                        | Марк Блицштейн, Бертольт Брехт, Курт Вайль | 4:04         |
| 11.                 | «Turn! Turn! Turn! (To Everything There Is a Season)» | народная                                   | 3:40         |
| 12.                 | «Salt of the Earth»                                   | Мик Джаггер, Кит Ричардс                   | 4:01         |
| 13.                 | «Farewell to Tarwathie»                               | Джуди Коллинз                              | 4:53         |
| 14.                 | «Spanish Is the Loving Tongue»                        | Чарльз Бафгер Кларк мл.                    | 4:32         |
| 15.                 | «Nothing Lasts Forever»                               | Джуди Коллинз, Джесси Валенсуэла           | 4:31         |
| 16.                 | «Walls (We Are Not Forgotten)»                        | народная                                   | 3:50         |
| 17.                 | «Bird on a Wire»                                      | Леонард Коэн                               | 4:39         |
| 18.                 | «Amazing Grace»                                       | Джон Ньютон                                | 4:06         |
| Общая длительность: | Общая длительность:                                   | Общая длительность:                        | 2:20:41      |